# De Wolden
De Wolden és un municipi de la província de Drenthe, al nord-est dels Països Baixos. L'1 de gener del 2009 tenia 23.470 habitants repartits sobre una superfície de 226,35 km² (dels quals 1,55 km² corresponen a aigua).

## Centres de població
| Nuclis oficials | Nuclis oficials | Nuclis oficials | Nuclis oficials | Nuclis oficials | Nuclis oficials |
| Nucli           | Població        | Nucli           | Població        | Nucli           | Població        |
| --------------- | --------------- | --------------- | --------------- | --------------- | --------------- |
| Alteveer        | 870             | Fort            | 605             | Ruinen          | 3.675           |
| Ansen           | 296             | Kerkenveld      | -               | Ruinerwold      | 2.835           |
| Berghuizen      | 169             | Koekange        | -               | Veeningen       | 940             |
| Drogteropslagen | 531             | Koekangerveld   | 123             | de Wijk         | 2.777           |
| Echten          | 335             | Linde           | 672             | Zuidwolde       | -               |
| Eursinge        | 98              | Oosteinde       | 711             |                 |                 |

| Centres menors | Centres menors         | Centres menors | Centres menors | Centres menors          | Centres menors |
| Nucli          | Nucli                  | Nucli          | Nucli          | Nucli                   |                |
| -------------- | ---------------------- | -------------- | -------------- | ----------------------- | -------------- |
| Anholt         | De Stapel              | Haakswold      | Nolde          | Schottershuizen         |                |
| Armweide       | De Stuw                | Haalweide      | Oldenhave      | Schrapveen              |                |
| Bazuin         | De Tippe (parcialment) | Hees           | Oosterwijk     | Steenbergen             |                |
| Benderse       | Dickninge              | Hoge Linthorst | Oshaar         | Struikberg              |                |
| Blijdenstein   | Dijkhuizen             | Kraloo         | Oud Veeningen  | Ten Arlo                |                |
| Bloemberg      | Drogt                  | Leeuwte        | Paardelanden   | Vuile Riete             |                |
| Braamberg      | Dunningen              | Lubbinge       | Pieperij       | Weerwille               |                |
| Buitenhuizen   | Eemten                 | Lunssloten     | Rheebruggen    | Wemmenhove              |                |
| Bultinge       | Engeland               | Middelveen     | Ruinerweide    | Witteveen (parcialment) |                |
| De Oude Tol    | Gijsselte              |                |                |                         |                |

## Política
Resultats de les eleccions locals de 2002 i 2006 i generals de 2003 
| Partit           | Locals 2002 | Generals 2003 | Locals 2006 |
| ---------------- | ----------- | ------------- | ----------- |
|                  | en %        | en %          | en %        |
| Totals           | 66,7        | 86,6          | 68,2        |
| Gemeentebelangen | 27,8        | -             | 25,7        |
| PvdA             | 17,4        | 27,7          | 22,6        |
| VVD              | 20,6        | 24,1          | 21,2        |
| CDA              | 20,0        | 30,1          | 16,7        |
| GroenLinks       | 6,1         | 3,4           | 7,1         |
| ChristenUnie     | 6,2         | 2,0           | 6,7         |
| LPF              | -           | 4,5           | -           |
| SP               | -           | 3,6           | -           |
| D66              | 2,0         | 3,2           | -           |
| SGP              | -           | 0,2           | -           |